# クアーズ・フィールド
クアーズ・フィールド（Coors Field）は、アメリカ合衆国のコロラド州デンバーにある野球場。1995年に完成し、MLBコロラド・ロッキーズのホーム球場となっている。

## 概要
デンバーは30年以上にわたってMLB球団を誘致してきたため、マイル・ハイ・スタジアムで開かれた1993年の新球団ロッキーズの開幕戦には80,227人の大観衆がつめかけ、年間で大リーグ史上最多の4,483,350人を動員した。当初クアーズ・フィールドは43,800人収容の予定だったが、この凄まじい観客動員を考慮して50,445人収容に上方修正された。
ナショナルリーグでは1962年のドジャー・スタジアム開場以来33年ぶりとなる野球専用球場。典型的な新古典様式の球場で、外観は赤レンガと鉄骨を組み合わせた。赤レンガは球場周辺の古倉庫に調和させたもので、また鉄骨はかつてあった鉄道駅に由来している。また、センターバックスクリーンから、その一塁側に双方設置されているブルペンにかけてコロラドの自然を模した噴水付きの庭園が設置されており、ロッキーズの選手にホームランが出るとこの噴水が高く吹き上がる演出が行われる。また、隣接するアウェー用ブルペンからは歩いて立ち入れるようになっており、2015年9月19日にトム・マーフィーのMLB初ホームランがここに飛び込んでしまった際に、対戦相手のサンディエゴ・パドレスのブルペンスタッフがボールの捜索のために立ち入る珍事が発生している。
本球場は寒さの厳しい地域にあり、冷温で芝の養生が厳しい条件になることからグラウンドに温水を流すパイプを埋設している。
球場名はビール会社クアーズにちなむ。

## フィールドの特徴
テキサス・レンジャーズの本拠地であるグローブライフ・フィールド（テキサス州アーリントン）と並んで打者が有利とされる球場である。
標高1マイル（約1600メートル）地点にあるため、通称「マイル・ハイ」と呼ばれている。高地ゆえに気圧が低いため空気抵抗が少なく、結果として打球の飛距離がよく伸びる。ロッキーズ公式サイトでは「海面と同じ高さに設けられた他球場に比べ、約9〜10％も飛距離が伸びる。具体的な例としてはヤンキー・スタジアムでの400フィート（約122メートル）の打球は、クアーズ・フィールドで440フィート（約134メートル）になる」と記述されている。一方、本塁打の多さは標高が原因ではないとする研究結果もある。
フィールドの広さゆえに長打も出やすく、外野手が深めのシフトで守ればシングルヒットにつながり、フライボールピッチャー（フライでアウトを取る割合が多い投手）にとっては鬼門の球場である。そのため"投手の墓"と呼ばれることもある。
上記の理由からこの球場での試合は乱打戦になりやすかったが、それを改善するべく2002年以降はボールに加湿処理を施して打球が飛び過ぎないようにしている。ボールに加湿処理を施すこと自体はMLB機構もボールの品質保持のために認めているが、事前の許可が必要とされている。実際にロッキーズは、2002年に無許可で加湿器を使用したためMLB機構の調査を受けている。その後2007年シーズンより、試合球はすべての球場で同条件で管理することとなった。
他球場では決して珍しくない1-0のスコアがこの球場で記録されたのは、2023年シーズン終了までの26年間で、以下のわずか11試合しかなく、初めて記録されるまでに要したレギュラーシーズンの試合数は847と、MLB史上最長である。
- 2005年7月9日 ロッキーズ 1－0 パドレス
- 2006年4月16日 ロッキーズ 0－1 フィリーズ
- 2006年7月25日 ロッキーズ 0－1 カージナルス
- 2006年8月1日 ロッキーズ 0－1 ブルワーズ
- 2008年6月11日 ロッキーズ 1－0 ジャイアンツ
- 2008年9月14日 ロッキーズ 1－0 ドジャース（初めて0－0で延長戦となり10回にサヨナラ勝ち）
- 2008年9月17日 ロッキーズ 1－0 パドレス
- 2009年7月6日 ロッキーズ 1－0 ナショナルズ
- 2010年6月12日　ロッキーズ 1-0 トロント・ブルージェイズ
- 2018年7月5日 ロッキーズ 1－0 ジャイアンツ
- 2023年4月6日 ロッキーズ 1－0 ナショナルズ

2024年シーズン終了時点でこの球場でノーヒットノーランを達成した投手は野茂英雄（当時：ロサンゼルス・ドジャース、1996年9月17日）のみ。なお、上記のボールを湿らせる処理については野茂のノーヒットノーランが雨の中で達成されたことにヒントを得ているとされている。

## エピソード

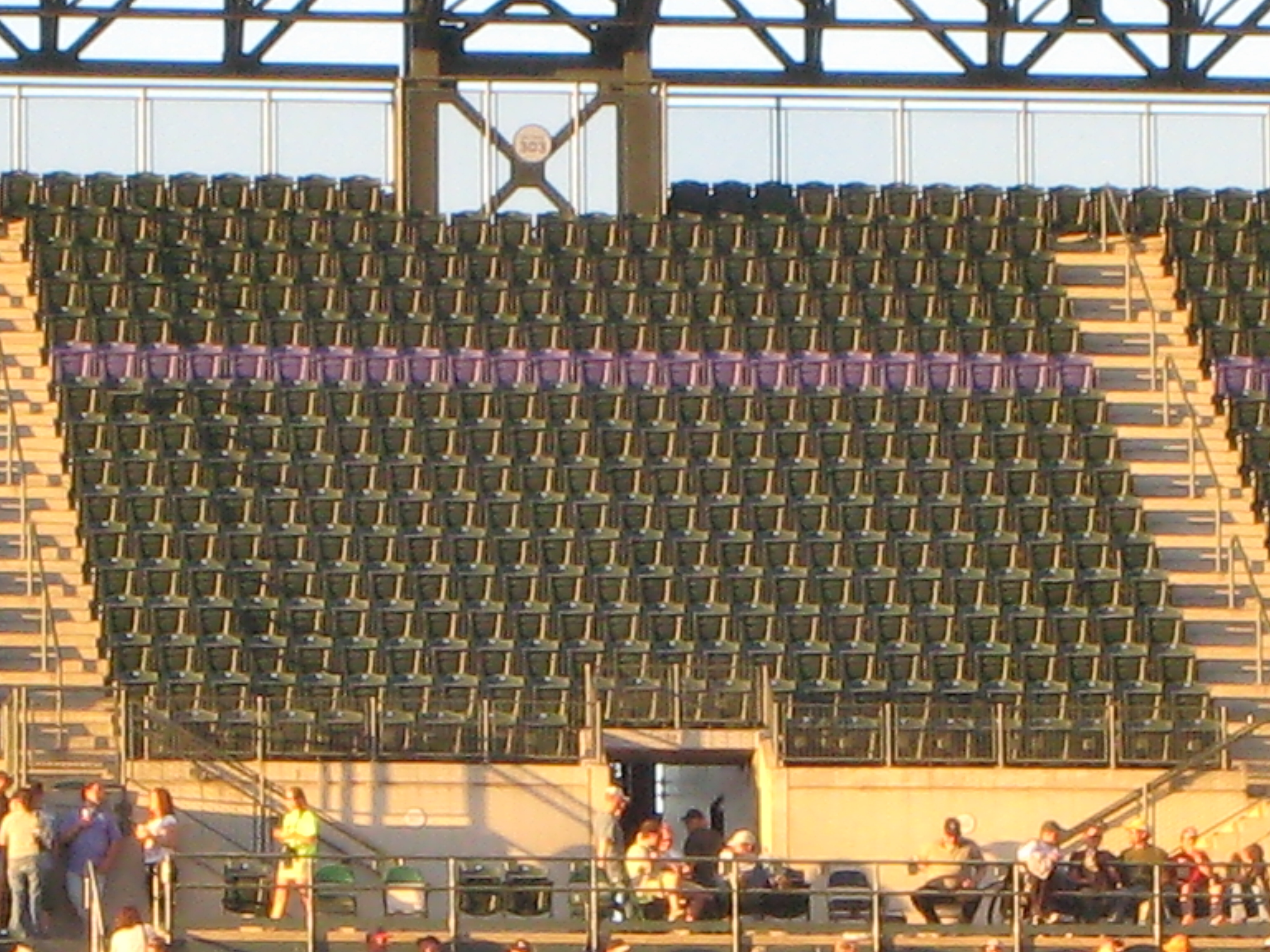
標高1マイルを示す紫色の座席

- 座席の色は緑色だが、3階席20列目の座席だけがロッキーズのチームカラーである紫色になっている。その高さが正確な標高1マイルである。同様にコロラド州会議事堂（Colorado State Capitol）の階段にも1マイルを示す印がある。
- 球場建設中に恐竜の化石が見つかり、球場名を｢ジュラシック・パーク｣にしようとの案が出た。この提案は却下されたものの、チームのマスコットには恐竜の「Dinger（ディンガー）」が採用されている[5]。

## 主要な出来事

### MLB
- 1995年4月26日：開場（ロッキーズ  11x－9 メッツ、延長14回）。
- 1996年9月17日：ロサンゼルス・ドジャースの野茂英雄が球場初のノーヒットノーランを達成（ロッキーズ 0－9 ドジャース）。
- 1998年7月7日：オールスターゲーム開催（アメリカンリーグ選抜 13－8 ナショナルリーグ選抜）。
- 2007年10月27日、28日：ワールドシリーズ開催。
- 2016年8月7日：マイアミ・マーリンズのイチローがメジャー通算3000本安打を達成。
- 2021年7月13日：オールスターゲーム開催（当初はトゥルーイスト・パークでの開催が決まっていたが、選挙法改正をめぐって抗議が発生したことにより会場が変更された。結果はアメリカンリーグ選抜 5－2 ナショナルリーグ選抜）。

### その他
- 2016年2月27日：NHLスタジアムシリーズ開催（アバランチ 3－5 レッドウィングス）。